# کالا، تورینگن
شهر کالا، تورینگن (به آلمانی: Kahla) در ایالت تورینگن در کشور آلمان واقع شده‌است.